# Coffs Harbour Timber Company
| Coffs Harbour Timber Company                                                                                   | Coffs Harbour Timber Company |
| --- | ---------------------------- |
| Die Ochsen Bright and Lively beim Umladen von Eukalyptus- Stämmen auf die Tramway der Coffs Harbour Timber Co. |                              |
| Ehemaliger Streckenverlauf auf einer modernen Karte                                                            |                              |
| Spurweite: | 1067 mm (Kapspur)            |
| |                              |

Die Coffs Harbour Timber Company (CHT) betrieb zwei Sägewerke und zwei Waldbahnen mit einer Spurweite von 3 Fuß 6 Zoll (1067 mm) südlich von Coffs Harbour im australischen Bundesstaat New South Wales.

## Geschichte
Die Coffs Harbour Timber Company hatte ihren Hauptsitz in der Castlereagh Street in Sydney. C.W. Elliot und A.C. Mackay waren ihre Geschäftsführer. Sie hatten gehofft, ihr Holz von Maharratta (Bonville) und Nondaville (Boambee) bis zum Hafen von Coffs Harbour zu transportieren, aber es kam zu 1913 unvorhergesehenen Verzögerungen bei der Beschaffung von Schienen für Abschnitt Nr. 7 von Raleigh nach Coffs Harbour.
Im März 1915 erwarb die Coffs Harbour Timber Company (CHT) von der British Australian Tramway deren außer Betrieb genommene Schienenfahrzeuge, eine stationäre Dampfmaschine sowie deren Schienen mit einer Gesamtlänge von 13 Kilometern (8 Meilen). Ihre Bonville Mill wurde 1912 und ihre Boambee Mill 1913 eröffnet. Beide Sägewerke und die dazugehörigen Waldbahnen hatten einen Wert von 50 bis 60 Tausend Pfund. Am 1. März 1918 wurde angekündigt, dass die Boambee Mühle geschlossen werden soll. Sie wurde im Februar 1919 geschlossen, und die CHT wurde 1931 liquidiert, was auch zur Schließung der Bonville Mill führte.

## Lokomotiven
| Hersteller                | Werks-Nr.          | Baujahr | Bild | Achsfolge     | Bemerkungen                                                               |
| ------------------------- | ------------------ | ------- | ---- | ------------- | ------------------------------------------------------------------------- |
| Andrew Barclay Sons & Co. | B/No. 237          | 1881    |      | 0-4-0ST       | Kleine Satteltanklokomotive                                               |
| Lima Locomotive Works     | Lima 2135 von 1909 | 1909    |      | Shay A-Klasse | Gewicht: 25 oder 27 t. Ehemals British Australian Tramway (Coffs Harbour) |

## Weiterführende Literatur
- The Coffs Harbour Timber Company Limited – Part 1 - Nondaville Mill and the Boambee Timber Tramway (NSW). In: Light Railways, Nr. 251, Oktober 2016.